# ナオミ・スコット
ナオミ・スコット（グジャラート語: નઓમિ  સ્કોત્, Naomi Scott, 1993年5月6日 - ）は、イギリスの女優。2017年の映画『パワーレンジャー』のピンクレンジャー役、2019年の映画『アラジン』のジャスミン役で知られる。

## 生い立ち
イギリスのロンドンで生まれる。両親はともにロンドンにある教会の牧師。父はイングランド人、母はウガンダ出身のインド系移民。ロンドンにあるエキュメニズム系の学校に通い、劇団に参加。また奉仕活動や宣教に努める。

## キャリア
2008年にディズニーチャンネルUKで放映されたテレビドラマ『Life Bites』でデビューを飾り、11話に出演する。2011年放映の米SFテレビドラマ『Terra Nova 〜未来創世記』にメインキャストで13話出演したが第1シーズンで番組は打ち切りになる。同年にディズニーチャンネル・オリジナルムービーの『レモネード・マウス』にブリジット・メンドラーと共演した。
2017年に公開された映画『パワーレンジャー』で五色の内の一色であるキンバリー・ハート（ピンクレンジャー）役を演じてから広く名が知られるようになり、ティーン・チョイス・アワードにもノミネートされる。2019年には実写映画版『アラジン』でディズニープリンセスの一人ジャスミンを演じた。

## 私生活
2014年6月に約4年間の交際を経てサッカー選手ジョーダン・スペンスと婚約した。
パワーレンジャーで共演した歌手のベッキー・Gとは友人関係である。

## 出演

### 映画
| 公開年 | 邦題 原題                                 | 役名                                  | 備考                 | 吹き替え   |
| ------ | ----------------------------------------- | ------------------------------------- | -------------------- | ---------- |
| 2011   | レモネード・マウス Lemonade Mouth         | モヒニ（モー）・バンジャリー          | テレビ映画           | 高梁碧     |
| 2015   | チリ33人 希望の軌跡 The 33                | エスカレッテ                          |                      | TBA        |
| 2017   | パワーレンジャー Power Rangers            | キンバリー・ハート / ピンクレンジャー |                      | 広瀬アリス |
| 2019   | アラジン Aladdin                          | ジャスミン                            |                      | 木下晴香   |
| 2019   | チャーリーズ・エンジェル Charlie's Angels | エレーナ・ハフリン                    |                      | 濱口綾乃   |
| 2024   | Distant                                   | ナオミ・キャロウェイ                  |                      |            |
| 2024   | スマイル2 Smile 2                         | スカイ・ライリー                      |                      | 村中知     |
| TBA    | Wizards!                                  |                                       | ポストプロダクション |            |

### テレビドラマ
| 放映年 | 邦題 原題                                   | 役名                 | 備考                                          | 吹き替え |
| ------ | ------------------------------------------- | -------------------- | --------------------------------------------- | -------- |
| 2009   | Life Bites                                  | Megan                | 計11話出演                                    | N/A      |
| 2011   | Terra Nova 〜未来創世記 Terra Nova          | マディ・シャノン     | 計13話出演                                    | 白石涼子 |
| 2015   | オックスフォードミステリー ルイス警部 Lewis | サヒラ・デザイ       | 第9シーズン「悲しみの童歌」                   |          |
| 2022   | ある告発の解剖 Anatomy of a Scandal         | オリヴィア・リットン | ミニシリーズ、計5話出演                       | 合田絵利 |
| 2022   | モダンラブ・東京〜さまざまな愛の形〜        | エマ                 | 第6話「彼は私に最後のレッスンをとっておいた」 |          |